# Zamek w Turku
Zamek w Turku (fiń. Turun linna, szw. Åbo slott) – średniowieczna warownia obronna wzniesiona w XIII–XIV w. na wyspie koło Turku u ujścia rzeki Aurajoki, jako zamek administracyjny Korony Szwedzkiej.

## Historia
Zamek w Turku został pierwotnie założony ok. 1280 jako obóz warowny na planie prostokąta. Za wzór posłużyły antyczne rzymskie założenia obronne. Obóz warowny stał się zamkniętym zamkiem na początku XIV wieku, a sam zamek został podzielony na zamek właściwy i rezydencję o charakterze obronnym. W XV wieku zamek rozbudowano i umocniono. 
W latach 1555–1563 zamek stał się oficjalną rezydencją wielkiego księcia Finlandii Jana III i został przebudowany na rezydencję renesansową, uzyskując formę w jakiej zachował się do dziś. Na najwyższym piętrze zbudowano sale reprezentacyjne Kungssalen i Drottningsalen (Salę Króla i Salę Królowej). Gdy książę Jan poślubił polską królewnę Katarzynę Jagiellonkę zamieszkała ona razem z nim na zamku. Kiedy wybuchła wojna między księciem Janem a jego przyrodnim bratem, królem szwedzkim Erykiem XIV, ten ostatni zdobył zamek w Turku a Jan i Katarzyna zostali uwięzieni i wywiezieni do Szwecji. Kiedy z kolei Eryk XIV został odsunięty od władzy, był więziony m.in. na zamku w Turku. W latach 30. XVII w. zamek stał się oficjalną rezydencją gubernatora generalnego Finlandii, Pera Brahe. 
Pod koniec XVIII wieku, gdy siedziby gubernatora prowincji i Wyższego Sądu Okręgowego przeniesiono z zamku do miasta, zamek przeszedł znaczące zmiany: rezydencja obronna stała się więzieniem a zamek właściwy – spichlerzem. Więzienie w rezydencji funkcjonowało do roku 1890, po czym ulokowano w niej muzeum historyczne. 
Zamek w został poważnie uszkodzony w wyniku bombardowań wojennych w 1941 roku. Po usunięciu zniszczeń zamek został udostępniony zwiedzającym w 1961 roku.
Stanowi dziś znaczący punkt orientacyjny przy ujściu rzeki Aurajoki. W jego otoczeniu funkcjonuje port, niewielkie zakłady przemysłowe i magazyny. Jest wynajęty przez miasto Turku na cele muzealne. W zamku można zwiedzać lochy, sale zamkowe oraz muzeum poświęcone historii Finlandii, a w szczególności historii Turku. Jako zabytek architektoniczny jest częścią fińskiego dziedzictwa kulturowego.

## Galeria

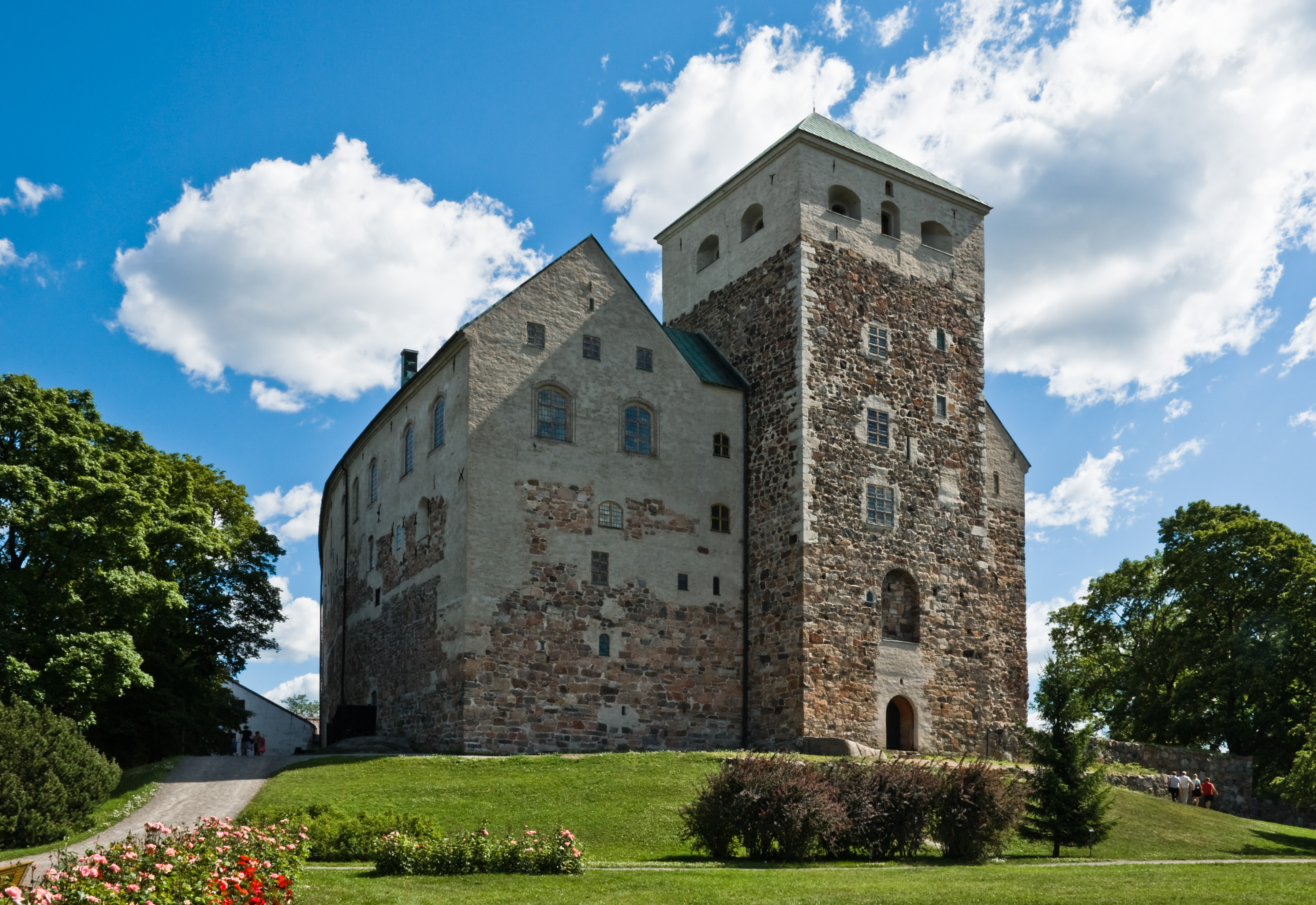
Widok ogólny
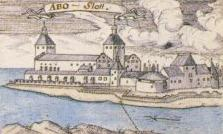
Zamek na rycinie z 1724
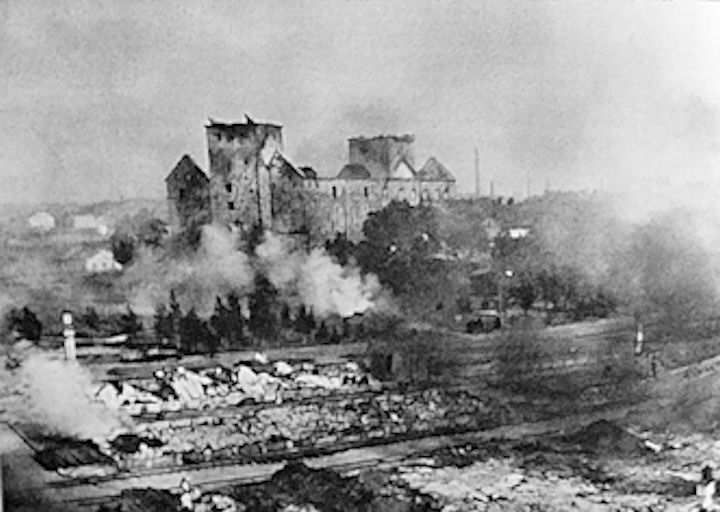
Płonący zamek w 1941
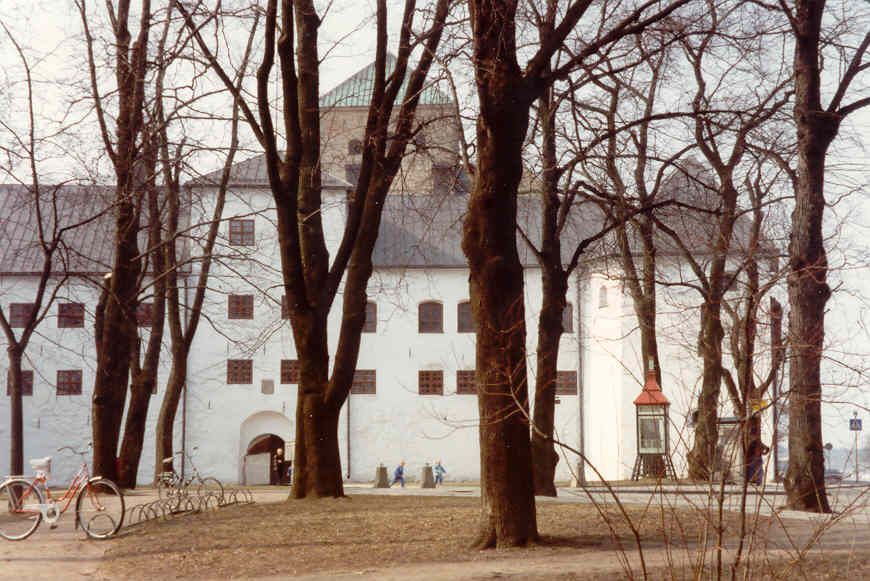
Zamek w 1991
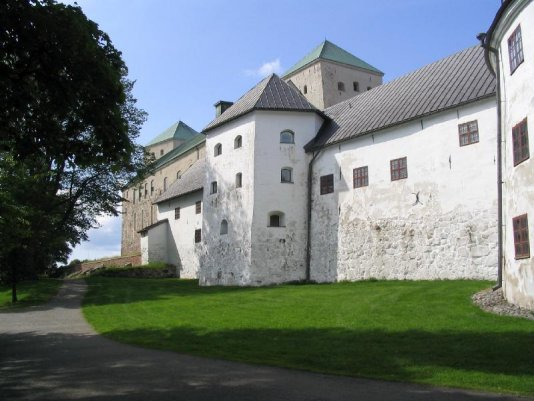
Fragment rezydencji obronnej
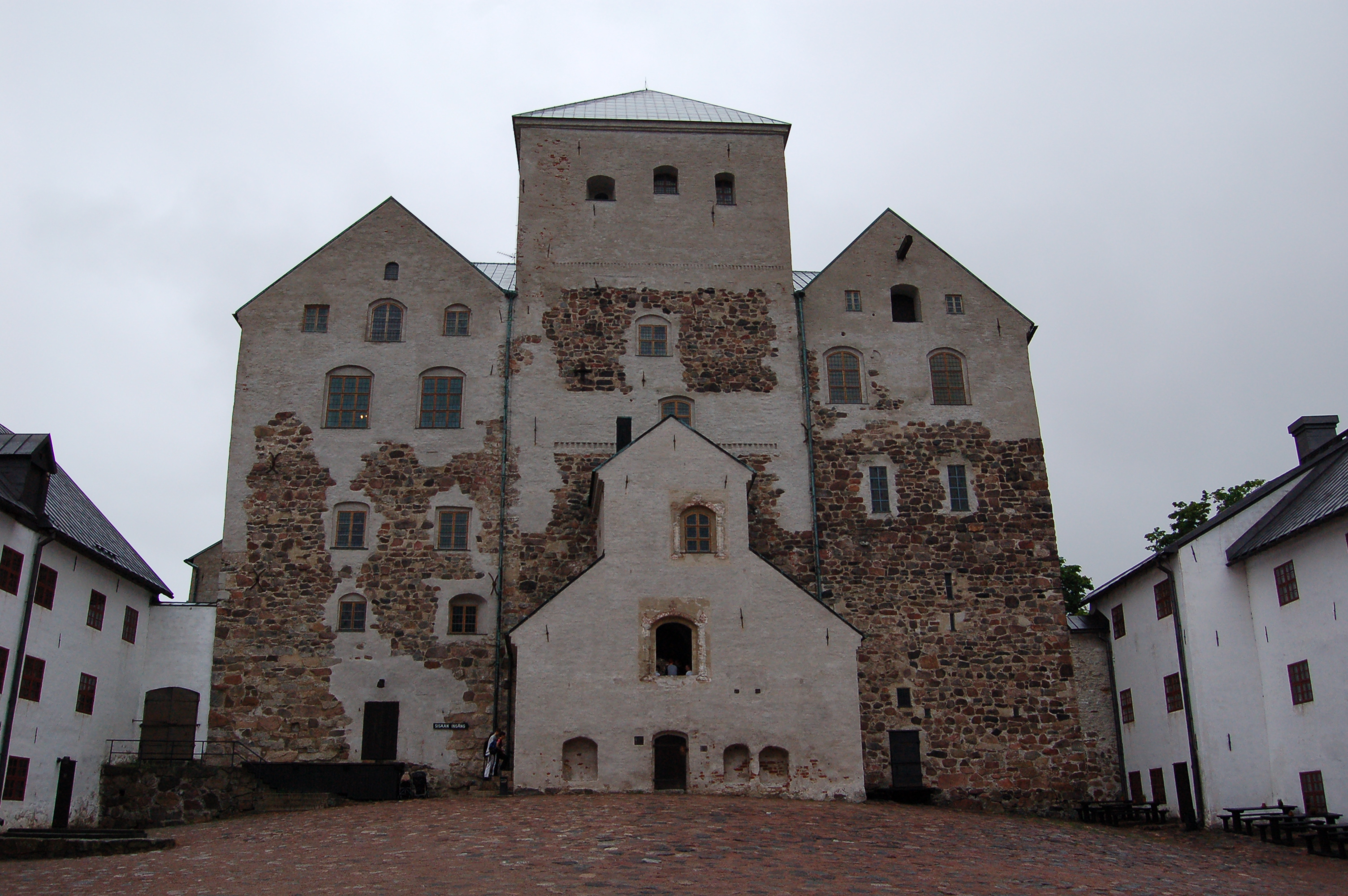
Renesansowy dziedziniec
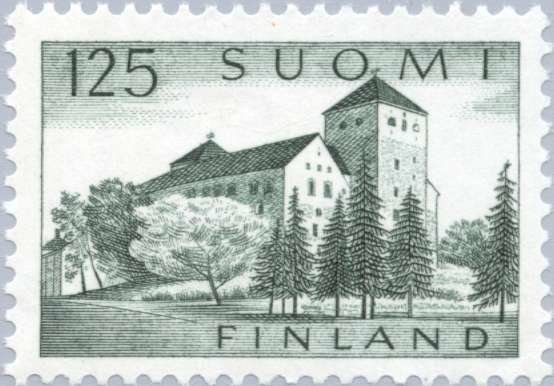
Znaczek pocztowy, 1961 r.